# Dumbrăvani, Bihor
Dumbrăvani (maghiară Dombrovány) este un sat în comuna Buntești din județul Bihor, Crișana, România.
Prima atestare documentară 1588.
Dumbrăvani: Dombrovany, r.Beiuș, R.Crișana
1588 Ligetfw, 1600 Dombrouani (Jako 235), 1692 Dombrovany (Meziosi 105), (1828-1851) Dombrovany (Nagy I 88, Fenyes)
Localitatea Dumbrăvani aparține comunei Buntești, așezată în extremitatea estică a judetului Bihor, la poalele Muntilor Apuseni, ocupând partea de N-E a depresiunii Beiușului. Are un climat temperat-continental, cu diferențe între zona de deal și munte.

## HIDROGRAFIE
Satul e străbătut de Râul Crăiasa care își are izvorul în Munții Bihorului. Râul are ca afluent Valea Fagului, care izvorăște nu departe de Vf. Țapu (1476 m).
Valea Fagului are 3,6 km lungime. Râul Crăiasa are lungimea de 17,4 km. În apele limpezi ale râului se găsesc păstrăvi, mrene, cleni și raci.

## FAUNA ȘI FLORA
Fauna și flora sunt specifice zonelor submontane din Romania. Câteva din animalele existente în zonele din apropierea satului sunt: iepuri sălbatici, vulpi, fazani.

## MINI-ISTORIC
În jurul anului 1975, în sat se afla un sediu al CAP. În acei ani toate terenurile arabile apartineau CAP-ului. Marea majoritate a sătenilor erau membri CAP. Fiecare membru CAP deținea o parcelă de pământ, pe care avea dreptul să cultive orice, restul terenurilor aparținânad asociației.
Satul s-a făcut remarcat și prin faptul că a fost primul sat din comună care a avut curent electric. De asemenea, în sat a fost creată prima bicicletă cu roti din lemn  și un ceas care functionează cu apă și care acum se găsește în Muzeul Ceasornicelor din București. Cele două invenții au fost realizate de Gabor Gheorghe.
În istoria satului trebuie menționate și persoanele care și-au pierdut viața în cel de al doilea război mondial. Eroii căzuți în cel de-al doilea război monsial sunt: Fordon Traian (1944), Panda Gheorghe (1944), Lazăr Gheorghe (caporal căzut la 14.10.1941), Simina Dumitru (fruntaș, căzut la 8.08.1942) și Talabur Aurel (1941).
În jurul anului 1960, primăria comunei se afla în Dumbrăvani. După ce aceasta s-a mutat în Buntești, clădirea primăriei a devenit școală.
Satul are aproximativ 400 de locuitori. Ocupațiile sătenilor de acum nu sunt foarte diferite de cele din trecut. Principalele ocupații sunt agricultura și cresterea animalelor. Locuitorii satului au înființat o asociatie în sprijinul crescătorilor de animale numită „Asociatia crescătorilor de animale și pășunatului Crăiasa Dumbrăvani”. Câteva familii din sat se ocupă cu apicultura, făcând parte din asociația crescătorilor de albine din țară.
Biserica ortodoxă reprezintă monumentul cultural și arhitectural al satului. Biserica ortodoxă, cu hramul Schimbarea la Față, a fost construită în anul 1650. Biserica este construită în stil ardelenesc, în formă de corabie, din bârne de stejar, tencuite și acoperite cu țiglă. Turnul bisericii este acoperit cu tablă. În decursul vremii, biserica a fost renovată pentru a răspunde nevoilor unei populații tot mai numeroase, dar si pentru că umezeala din preajmă, îi slăbește construcția. O mare parte din pictura bisericii a fost acoperită în 1935, cu ocazia renovării. De la biserica veche se mai păstrează ușile diaconești și împărătești.

## Personalități
- Viorel Faur, profesor universitar, senator

## Vezi și

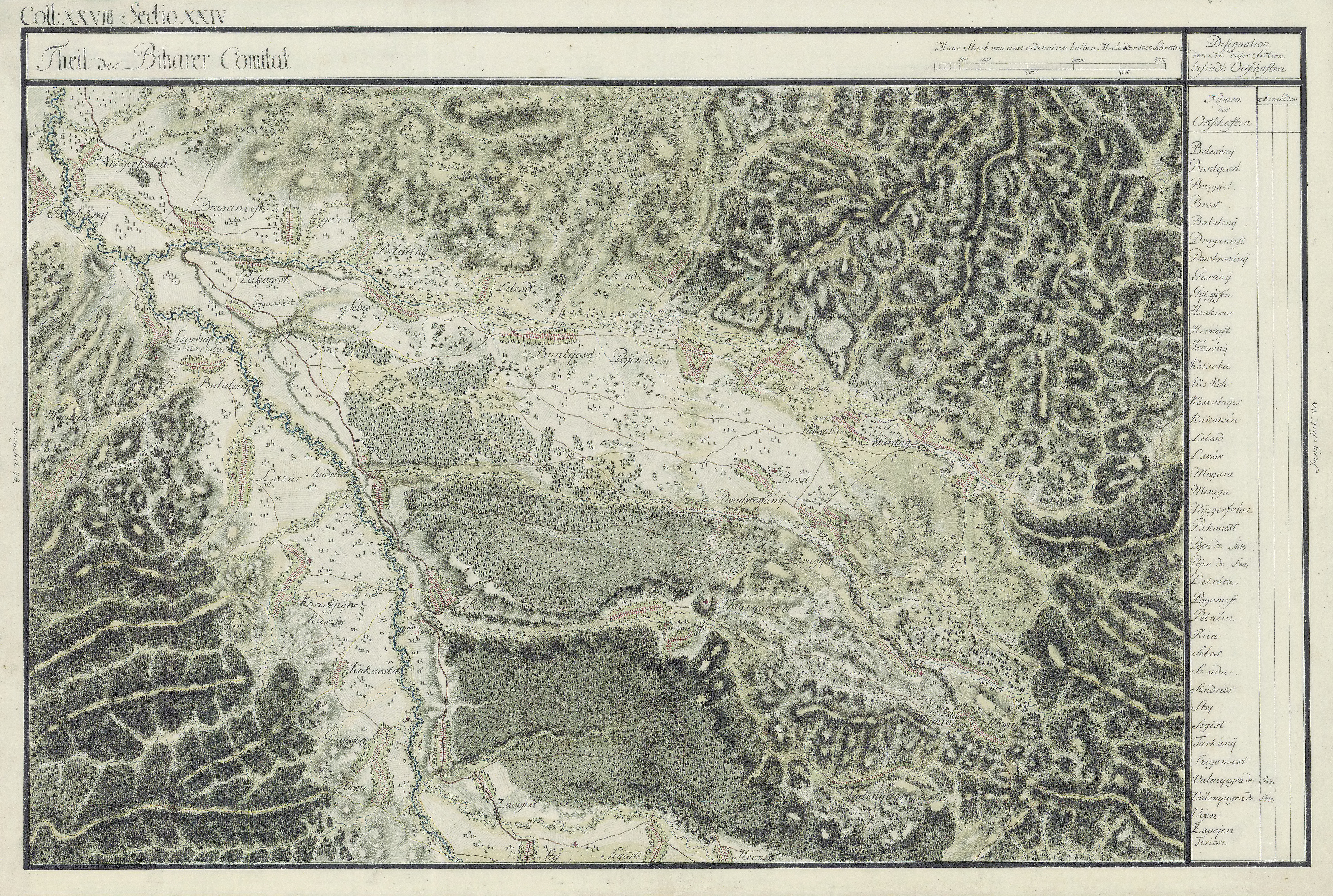
Dumbrăvani în Harta Iosefină a Comitatului Bihor, 1782-85

- Biserica de lemn din Dumbrăvani